# Шуйдур
Шуйдур (мар. Шуйдӱр) — деревня в Новоторъяльском районе Республики Марий Эл. Входит в состав Чуксолинского сельского поселения.

## География
Находится в северо-восточной части республики Марий Эл на расстоянии приблизительно 4 км по прямой на юго-запад от районного центра посёлка Новый Торъял.

## История
В 1790 году в деревне числилось 9 хозяйств. В 1850 году в селении насчитывалось 13 дворов, 132 жителя: русских православных — 9, черемис — 123. В 1884 году в деревне Шуи Дур (Шуйдур-Исманенки) было 27 дворов, 140 жителей, в основном, черемисы. К 1925 году количество жителей незначительно уменьшилось: 192 человека, 187 мари и 5 русских. В 1973 году в деревне насчитывалось 27 хозяйств, 111 жителей, в 1988 году — 44 жителя, 15 домов. К 1999 году здесь осталось 13 дворов с населением 40 человек. В советское время работали колхозы «Олманур», «Мичуринец» и «1 Мая».

## Население
Население составляло 31 человек (мари 100 %) в 2002, и 24 в 2010 году.